# Baja (französische Automarke)

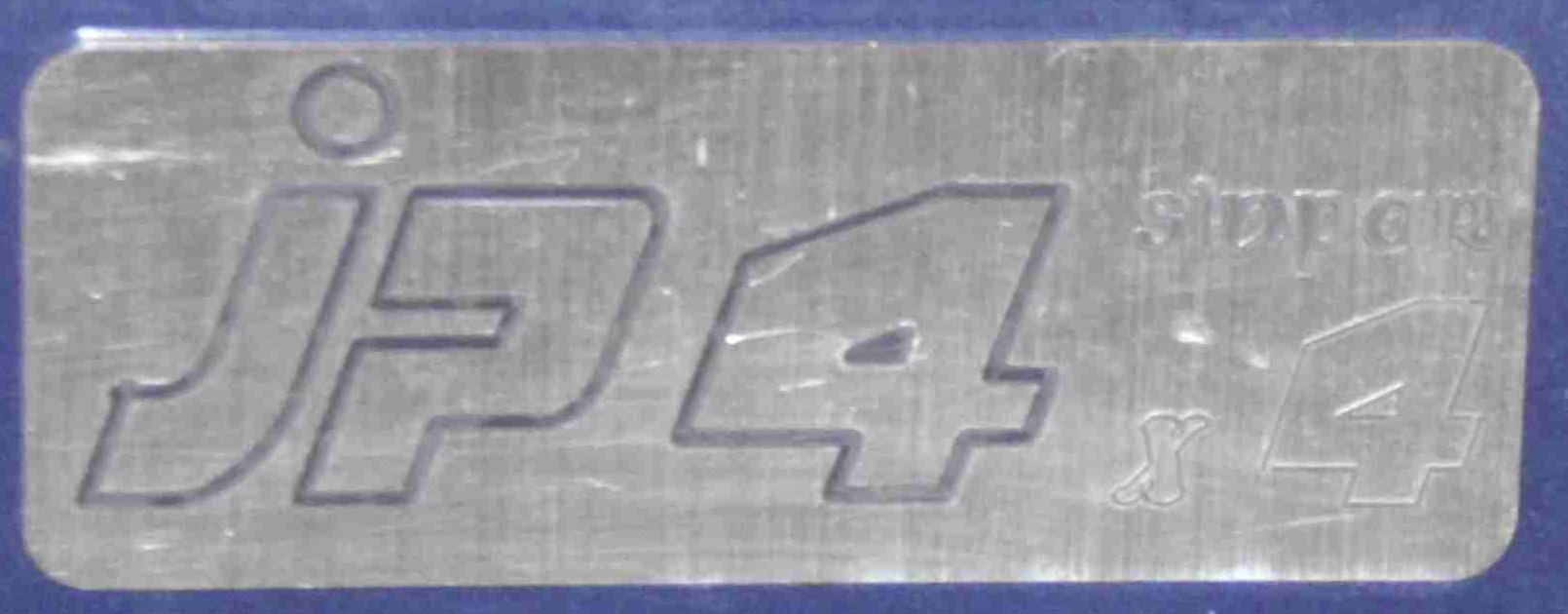
Emblem an einem JP 4

Baja war ein französischer Automobilhersteller.

## Unternehmensgeschichte
Das Unternehmen Car Système 12 von Gérald Maillard und Patrick Faucher aus Redon begann 1981 mit der Produktion von Automobilen. 1986 wurde die Produktion eingestellt. Das Unternehmen vertreibt heute noch Autozubehör.

## Fahrzeuge

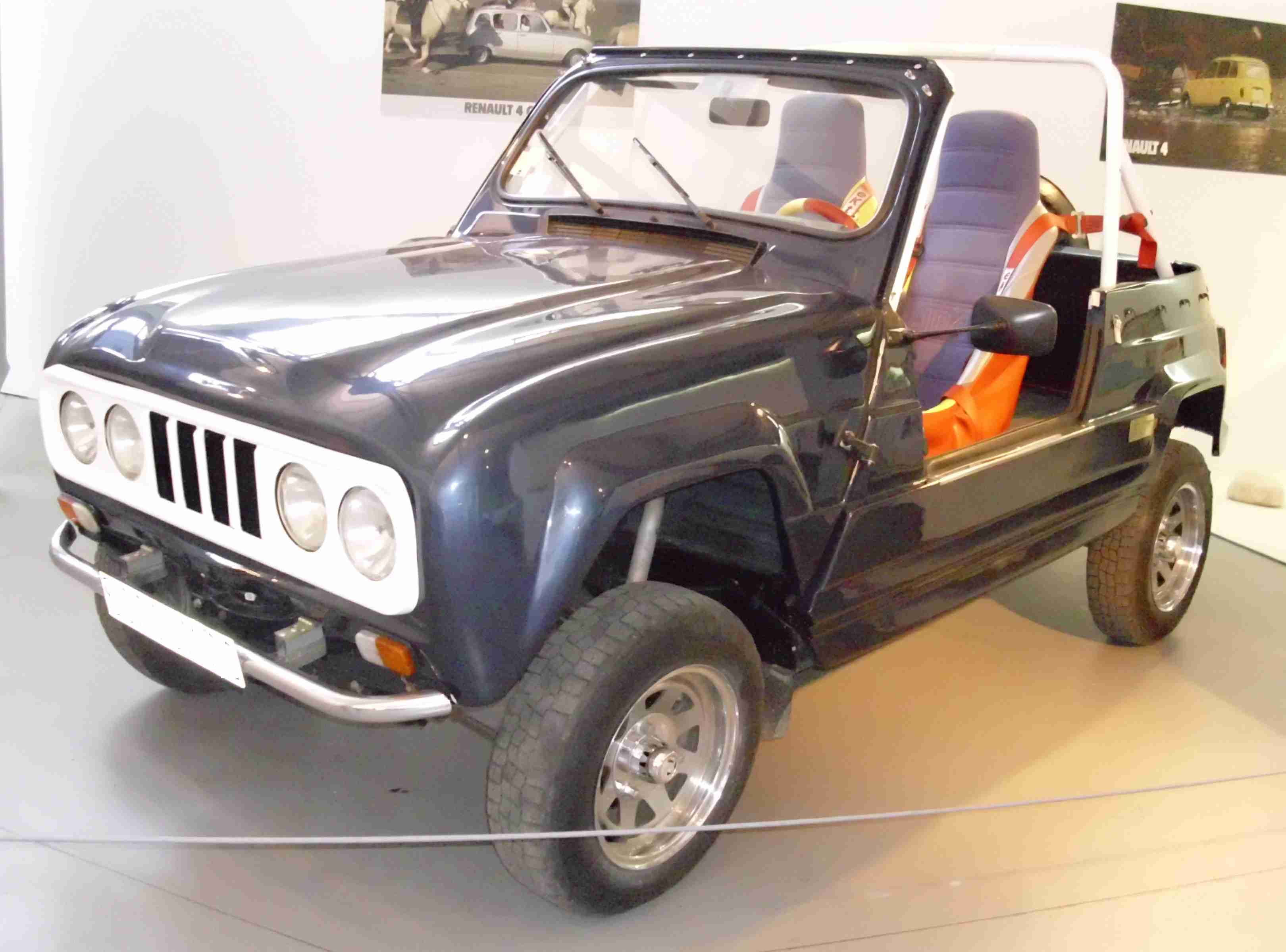
Baja JP 4

Das Unternehmen stellte offene Freizeitfahrzeuge im Stile des Renault Rodéo her. Der JP 4 wurde auf gebrauchten Renault 4 aufgebaut, deren Fahrgestelle um 27 cm verkürzt wurden. Der JP 5 wurde nur als Komplettfahrzeug angeboten und war mit einigen Teilen vom Renault 5 ausgestattet. In beiden Modellen leistete der Vierzylindermotor aus 1108 cm³ Hubraum 34 PS. Der JP 6 basierte auf dem Renault 6, sein Motor leistete 45 PS.